# كرومي لانكه

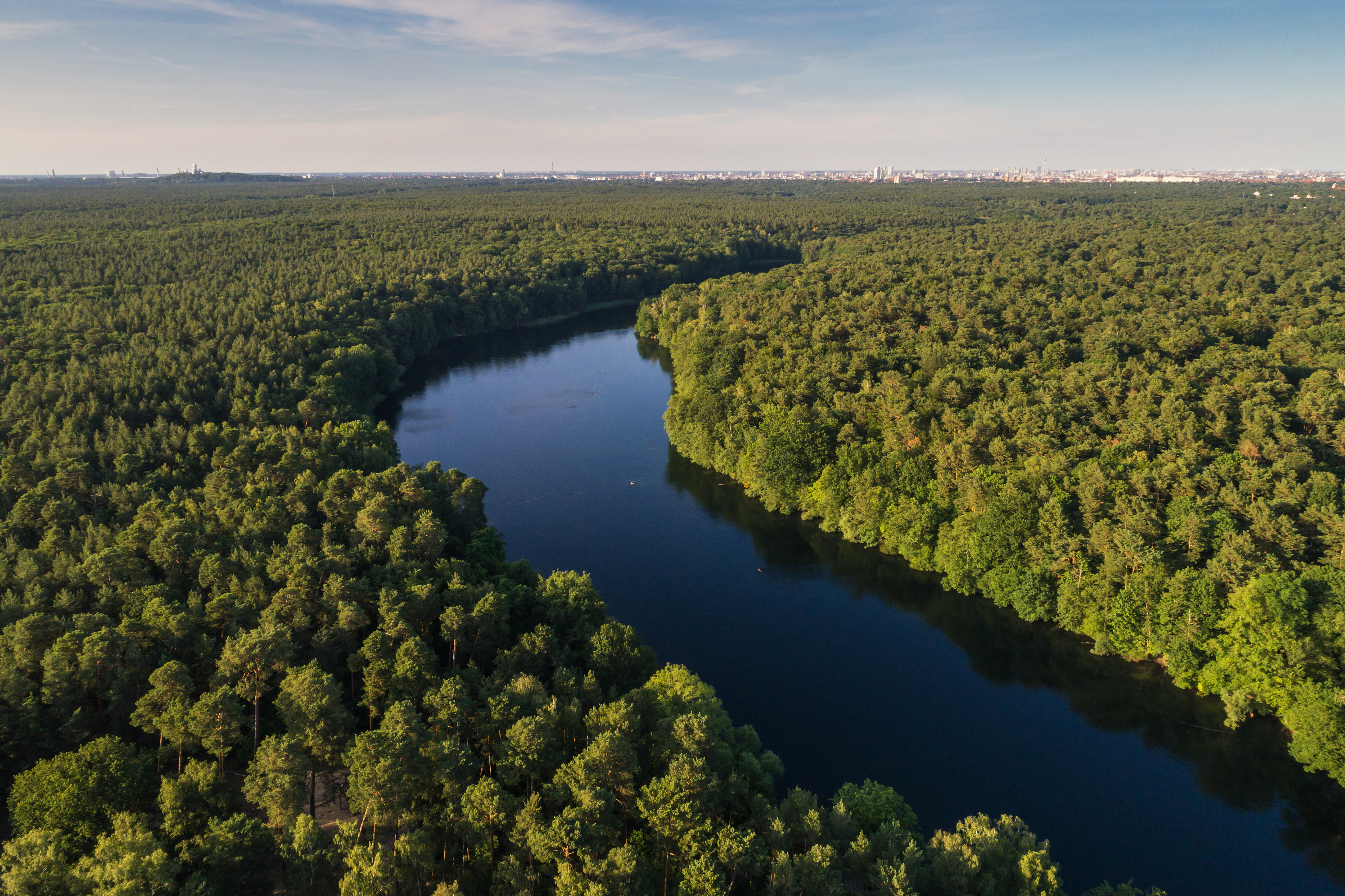
صورة جوية لكرومي لانكه

كرومي لانكه (بالألمانية: Krumme Lanke) هي بحيرة في جنوب غرب منطقة شتيغليتس - تسيليندورف محاذية لغابة غرونه في العاصمة الألمانية برلين. تحتل البحيرة المركز الثالث من حيث الحجم في سلسلة بحيرات غاية غرونه، بعد بحيرتي نيكولا وشلاختن المجاورتين. تتبعهم باتجاه الشمال الشرقي البحيرة المتجففة ريمايستر في محمية ريمايسترفن الطبيعية، ثم محمية «لوخ الطويل» فبحيرة «غابة غرونه» ثم بحيرة «حلق الكلب». تمتد بحيرة كرومي لانكه على شكل خرطوم بطول 1100 متر وبعمق يصل في حده الأقصى إلى 6,6 أمتار ومسطح مائي بحدود 154000 متر مربع. يستخدم المتنزهون وهواة رياضة الجري دربا على طول شاطئ البحيرة بطول كيلومتر ونصف. بالإمكان السباحة في موقعين على شاطئ البحيرة، أحدهما شاطئ عراة. إضافة لذلك شكل الشاطئ الشمالي لغاية وقت قريب مساحة لتنزيه الكلاب إلى أن طغى نمو الغاب عليه. تعيش في بحيرة كرومي لانكه العديد من أنواع السمك منها الحنش، التنش، السلور، الساندر، وأنواع عديدة من سمك الشبوط.